# Zebrakauz
Der Zebrakauz (Strix huhula) ist eine Art aus der Familie der Eigentlichen Eulen (Strigidae). Er kommt in zwei Unterarten ausschließlich in Südamerika vor. 

## Merkmale
Mit einer Körpergröße von etwa 30 bis 36 Zentimetern ist der Zebrakauz innerhalb seiner Gattung eine mittelgroße Art. Federohren fehlen. Er ist ein auffallend dunkel gefiederter Kauz mit einem rußig-schwarzen bis schwärzlichen Grundton. Das gesamte Körpergefieder weist feine helle Linien auf. Der Kopf ist rund. Der Gesichtsschleier ist schwärzlich mit konzentrischen weißen Linien. Die Augen sind braun. Der Schnabel und die unbefiederten Zehen sind gelblich hornfarben. 
Verwechslungsmöglichkeiten bestehen vor allem mit dem Bindenhalskauz. Diese Art weist jedoch keine weißen Linien auf dem Kopfgefieder auf. Der Sprenkelkauz hat einen ebenfalls ungestreiften Kopf. 

## Verbreitungsgebiet
Das Verbreitungsgebiet des Zebrakauzes ist Südamerika östlich der Anden. Er kommt dort von Kolumbien und Venezuela sowie Ecuador bis zum Amazonas vor, außerdem in Bolivien, Paraguay und Nordargentinien sowie im Südosten Brasiliens. Er ist ein Standvogel, der tropische und subtropische Regenwälder, Lichtungen, Kaffee- und Bananenplantagen besiedelt. Er kommt bevorzugt im Tiefland vor. Vereinzelt ist er jedoch auch schon in Höhenlagen von 1.100 Metern über NN beobachtet worden. 

## Lebensweise
Der Zebrakauz ist ausschließlich nachtaktiv. Er übertagt gut versteckt im dichten Blätterwerk von Bäumen und wird mit der Dämmerung rege. Sein Nahrungsspektrum setzt sich vermutlich vor allem aus Insekten zusammen. Eine geringere Bedeutung haben kleine Säugetiere und andere kleine Wirbeltiere. Über die Fortpflanzungsbiologie dieser Art ist nichts bekannt.

## Unterarten
Es sind folgende Unterarten bekannt:
- Strix huhula huhula Daudin, 1800[3] kommt in Kolumbien, Venezuela und den Guyanas südlich bis ins östliche Peru, das östliche Bolivien, das nordwestliche Argentinien und das östliche zentrale Brasilien vor.
- Strix huhula albomarginata  (Spix, 1824)[4] ist im südöstlichen Brasilien, in Paraguay und dem nordöstlichen Argentinien verbreitet.

## Etymologie und Forschungsgeschichte
Die Erstbeschreibung des Zebrakauzs erfolgte 1800 durch François-Marie Daudin unter dem wissenschaftlichen Namen Strix huhula. Als Sammelort nannte er Cayenne. Bereits 1758  führte Carl von Linné die Gattung Strix ein. Der Begriff leitet sich vom lateinischen strix, strigis oder griechischen στριξ, στριγος strix, strigos für Eule ab. Der Artname »huhula« ist eine Onomatopoesie  der Rufe des Zebrakauzs. Albomarginata ist ein Wortgebilde aus lateinisch albus ‚weiß‘ und lateinisch marginatus, marginare, margo ‚angrenzend, ausgrenzen, Grenze‘.

## Belege

### Einzelbelege
1. ↑   König et al., S. 375
2. ↑  IOC World bird list Owls
3. 1 2  François-Marie Daudin (1800), S. 190.
4. ↑  Johann Baptist von Spix (1824), S. 23, Tafel 10A
5. ↑  Carl von Linné (1758), S. 92
6. ↑  Strix The Key to Scientific Names Edited by James A. Jobling.
7. ↑  huhula The Key to Scientific Names Edited by James A. Jobling.
8. ↑  albomarginata  The Key to Scientific Names Edited by James A. Jobling.